# Manlaibaatar Damdinsüren
Manlaibaatar Damdinsüren   (13 de març de 1871 - Ulaanbaatar, 27 de gener de 1921) (mongol: Манлайбаатар Дамдинсүрэн; tibetà: རྟ་མགྲིན་སྲུང་།), nascut Jamsrangiin Damdinsüren (Жамсрангийн Дамдинсүрэн), va ser un comandant militar, panmongolista i diplomàtic que va dirigir la lluita de Mongòlia per la independència el 1911.
D'ètnia barga, Damdinsüren va néixer el 13 de març de 1871 a Hulunbuir, Mongòlia Interior. Als set anys va començar a aprendre l'escriptura manxú i mongol. El 1908 va heretar oficialment el rang Zhang del seu pare. Mentre visitava la cort imperial, a Pequín, es va reunir amb el príncep Mijiddorjiin Khanddorj, amb qui va abordar per primera vegada la idea d'enderrocar la dominació manxú de la Mongòlia Exterior.
El 1911, junt a d'altres lames budistes i nobles mongols va participar en un congrés secret a Ikh Khüree convocat pel líder religiós de Mongòlia, el Jebtsundamba Khutuktu, per formular una declaració d'independència del domini xinès manxú. Un cop emesa la declaració, Damdinsüren va ajudar a mobilitzar milers de soldats, es va apoderar de la ciutat d'Hailar, al nord de Mongolia Interior, i va oferir la seva lleialtat al Bogd Khan. Sota el govern de Bogd Khan va servir com a conseller del ministeri de defensa i després com a viceministre d'Afers Exteriors. L'agost de 1912 les seves forces es van unir amb les de Khatanbaatar Magsarjav i Ja Lama per alliberar la ciutat de Khovd, a l'oest de Mongòlia de l'ocupació xinesa, per la qual cosa va rebre el títol honorífic de Manlaibaatar («millor heroi») i el títol principesc «beyle».
El 2 de febrer de 1913 va ser un dels signants del Tractat d'amistat i aliança entre el govern de Mongòlia i el Tibet, en el qual els dos països es van declarar el reconeixement i la lleialtat mutus. Aquell mateix mes va comandar tropes en una sèrie de batalles contra les forces xineses a Mongòlia Interior, al voltant de la frontera sud-est de Mongòlia, que van culminar amb un assalt, sense èxit, de la ciutat de Hohhot.
Des de setembre de 1914 fins a juny de 1915 va representar els interessos de Mongòlia Interior en les negociacions russo-sino-mongoles que van donar lloc al Tractat de Kyakhta que esbossava, entre altres qüestions, l'estatus geopolític de Mongòlia.
El 1919 va iniciar un acostament cap els revolucionaris mongols. Damdinsuren va dir «Puc defensar Mongòlia de la Xina i la Rússia Roja» després de l'ocupació xinesa de 1919. Va ser arrestat per les autoritats d'ocupació xineses la tardor de 1920. A la presó va ser torturat durant 107 dies, on va morir al gener de 1921.